# Нильссон, Роб
Роб Нильссон (англ. Rob Nilsson; родился 29 октября 1939 года, Райнлендер, Онайда, Висконсин) — американский независимый режиссёр и сценарист, актёр.
За свой фильм «Северное сияние» (1978) Нильссон (вместе с соавтором Джоном Хэнсоном) был удостоен приза «Золотая камера» на Каннском кинофестивале в 1979 году, а в 1988 году получил Гран-при фестиваля «Санденс» за картину «Жара и солнечный свет» (1987).
Нильссон является классиком американского независимого кино и одним из пионеров эпохи видео. Он также является создателем собственного уникального метода цифрового метода съёмки кино, которому обучает в созданной им в Сан-Франциско мастерской «TenderloinyGroup», а также в киношколах по всему миру.
Один из основателей премии независимого кино, которая ежегодно присуждается в Лос-Анджелесе.
В рамках программы «Синефантом» 33 Московского международного кинофестиваля состоялась ретроспектива Роба Нильссона. В программу вошли: «Северное сияние» (1978), «Жара и солнечный свет» (1987), «Необходимость» (2005) (награда ассоциации кинокритиков Сан-Франциско, 2008) и «Вдохновлённый» (2009). Показы фильмов прошли в мультиплексе «Октябрь» с 29 июня по 1 июля 2011 года. Открылась ретроспектива фильмом «Жара и солнечный свет», фильм представил Кирилл Разлогов.

## Биография
Нильссон вырос в Райнлендер, Онейда, Висконсин и в Области залива Сан-Франциско, окончил среднюю школу Тамалпаис в Милл-Валли, Мэрин, штат Калифорния в 1957 году. Нильссон окончил Гарвард в 1962 году и начал работать в кино.
Его первый фильм «Северное сияние» (1978) был написан и поставлен вместе с Джоном Хансоном. Фильм рассказывает о борьбе фермеров Северной Дакоты, которые организовали в 1915 году отпор банкам, отбиравшим у них заложенные земли. Фильм был хорошо принят, удостоен приза «Золотая камера» как лучший дебют на Каннском кинофестивале.
За ним последовал фильм «Сигнал 7», ставший вехой в независимом кино. Он был спродюсирован представителями арт-хауса Области залива Сан-Франциско Доном Тейлором и Беном Майроном, а исполнительным продюсером был Фрэнсис Форд Коппола. «Сигнал 7» стал пионером в использовании ENG-видеокамер (профессиональных видеокамер для тележурналистики) и небольших портативных U-Matic (с видеолентой 3/4 дюйма) кассетных магнитофонов в производстве игрового кино. Фильм был снят за четыре ночи. Фильм был перезаписан на 35-мм пленку для показа на большом экране и премьеры на кинофестивале в городе Тельюрайд, Колорадо.
В его следующем фильме «На краю» (1985) снялись Брюс Дерн и Пэм Гриер, и это его самая «голливудская» работа на сегодняшний день. Роджер Эберт писал о фильме: «Как это всё предсказуемо, подумал я, но я ошибся. „На краю“ может иметь по форме не нов, но это безумный, оригинальный, непредсказуемый фильм. И это фильм не о победе. Он о воле, которая остается в сердце атлетов после того, как все силы и надежды оставили их».
Нильссон вел колонку в журнале о культуре Res.
Нильссон состоял при Калифорнийском университете в Беркли в Архиве тихоокеанского кино. Это стало поводом написать и снять игровой фильм Security вместе со студентами. Фильм подробно паранойя и неуверенность студентов post-9/11 и представляет собой ещё один пример Mumblecore (поджанр американского независимого кино с низким бюджетом, самодеятельными артистами и живыми диалогами). Фильм награждён Призом зрительских симпатий на GreenCine Onlain Film Festival, первым международным кинофестивалем в интернете. Многие из студентов, участвовавших в фильме, такие как Бретт Саймон, Дебби Хеймовиц и Давид Эррера, добились успеха в кино.
В октябре 2007 года Роб Нильссон завершил последний фильм сериала из девяти частей под названием 9@Night — о жизни бездомных в районе Сан-Франциско, пользующегося дурной славой. Эксперимент был начат в 2000 году, и фильмы связаны сюжетными линиями и персонажами. У каждого фильма уникальный подход к рассказу — с полным эффектом присутствия для зрителя.
Первый из фильмов сериала 9@night, «Мел» — был признан одним из лучших фильмов 2000 года по версии The Village Voice. Другие фильмы показывают с успехом по всему миру: ретроспектива на Международном кинофестивале в Гонконге, Международный кинофестиваль в Милл-Валли, Институт искусств в Чикаго, фестиваль .MOV Festival, Международный кинофестиваль в Маниле, Филиппины, фестиваль Fargo International Film Festival, фестиваль Resfest в Корее, фестиваль Resfest в Южной Африке, на юбилее кинорежиссёра в Канзас-Сити и во многих других местах.
Сериал 9@Night стал для Нильссона временем, которое он провел с Tenderloin Group Players Ensemble. Эта группа бездомных участвовала в проходящих семинарах. Многие из этих людей появляются в его фильмах, как главные герои.
Фильм был удостоен премии Lifetime Achievement Award на кинофестивале Silverlake Film Festival в Голливуде, штат Калифорния. Участниками кинофестиваля были Филип Сеймур Хоффман и многие независимые кинокритики.
Нильссон является пионером в создании цифрового кино, будучи одним из первых, кто использовал исключительно цифровые технологии для съемок своих фильмов. Монтажер Чикара Мотомура и продюсер Кевин Уинтерфилд присоединились к Нильссону в конце 90-х годов для продвижения цифрового кино как способа снизить бюджет независимых фильмов и создать интимную эстетику, что предшествует современным реалити-шоу на ТВ.
Приняв метод Direct Action Cinema Нильссона, который он разработал в начале своей карьеры, Нильссон, Мотомура и Уинтерфилд создали метод импровизационного театра, который позволяет творчески рассказывать о реальных людях, в плодотворной борьбе по всему миру.
С завершением сериала 9@Night Нильссон обратился в творчестве к теме любви.

## Фильмография
Режиссёрские работы

| Год  |   | Русское название      | Оригинальное название     | Роль                          |
| ---- | - | --------------------- | ------------------------- | ----------------------------- |
| 2012 | ф |                       | The Will                  | режиссёр, сценарист, актёр    |
| 2012 | ф |                       | Maelstrom                 | режиссёр, сценарист           |
| 2012 | ф |                       | What Happened Here?       | режиссёр, сценарист, продюсер |
| 2010 | ф | Степи                 | Sand                      | режиссёр, сценарист           |
| 2009 | ф | Вдохновлённый         | Imbued                    | режиссёр, сценарист           |
| 2009 | ф |                       | Presque Isle              | режиссёр, сценарист           |
| 2007 | ф |                       | Go Together               | режиссёр, сценарист, актёр    |
| 2007 | ф |                       | Used                      | режиссёр, сценарист, актёр    |
| 2006 | ф |                       | Pan                       | режиссёр, сценарист           |
| 2006 | ф |                       | Opening                   | режиссёр, сценарист           |
| 2005 | ф | Необходимость         | Need                      | режиссёр, сценарист, актёр    |
| 2005 | ф |                       | Security                  | режиссёр                      |
| 2003 | ф |                       | Attitude                  | режиссёр                      |
| 2002 | ф | Шум                   | Noise                     | режиссёр, сценарист           |
| 2001 | ф |                       | Scheme C6                 | режиссёр, сценарист           |
| 2000 | ф |                       | Winter Oranges            | режиссёр                      |
| 2000 | ф |                       | Singing                   | режиссёр, сценарист           |
| 2000 | ф | Удар                  | Stroke                    | режиссёр, сценарист           |
| 1998 | ф | Пыльный город         | A Town Has Turned to Dust | режиссёр                      |
| 1996 | ф | Мел                   | Chalk                     | режиссёр, сценарист           |
| 1990 | ф | Слова для умирающего  | Words for the Dying       | режиссёр                      |
| 1987 | ф | Жара и солнечный свет | Heat and Sunlight         | режиссёр, сценарист, актёр    |
| 1986 | ф | Сигнал 7              | Signal Seven              | режиссёр, сценарист           |
| 1986 | ф |                       | On the Edge               | режиссёр, сценарист           |
| 1978 | ф | Северное сияние       | Northern Lights           | режиссёр, сценарист           |

Участвовал в работе над фильмом Manhood (2003) режиссёра Бобби Рота как «цифровой гуру» (цифрового метода съёмки кино).
Актёрские работы
Снялся в сериале «Полиция Майами» в 1986 году (серия «Better Living Through Chemistry»). Исполнил главную роль в своем фильме «Жара и солнечный свет» (1987) — Мел Хёрли. Сыграл роль любовника в сериале «Беверли-Хиллз, 90210» в 1992 году.
Снялся в более двадцати фильмах и сериалах.

## Награды
- 2009 Приз «мастеру своего дела» Ереванского кинофестиваля «Золотой абрикос»
- 2008 Приз имени Марлона Риггса «Кружка кинокритиков Сан-Франциско»[11], США — сериал 9@night (1996—2007)
- 1996 Номинация на «Золотого леопарда» международного кинофестиваля в Локарно[11], Швейцария — фильм «Мел»
- 1988 Гран-при жюри фестиваля «Санденс»[11], США — фильм «Жара и солнечный свет»
- 1979 Приз «Золотая камера» международного Каннского кинофестиваля[11], Франция — фильм «Северное сияние»
- 1978 Номинация на «Золотого Хьюго» международного кинофестиваля в Чикаго[11], США — фильм «Северное сияние»